# Stärkesuccinate
Stärkesuccinate sind Derivate der Stärke, die zu den Stärkeestern gehören.

## Herstellung
Stärkesuccinate werden durch Umsetzung von Stärke mit Bernsteinsäureanhydrid in einer polymeranalogen Reaktion hergestellt. Da bei dieser Reaktion nicht alle Hydroxygruppen reagieren, entstehen Gemische mit unterschiedlich hohem Substitutionsgrad. Auch der Substitutionsgrad der einzelnen Stärkebausteine innerhalb eines Polymers kann unterschiedlich hoch ausfallen.

## Anwendung
Sie erweisen sich sowohl als gute Stabilisatoren als auch als gute Emulgatoren und werden zur Aromastabilisierung von Lebensmitteln vorgeschlagen.